# Liste der Monuments historiques in Tauriac (Gironde)
Die Liste der Monuments historiques in Tauriac (Gironde) führt die Monuments historiques in der französischen Gemeinde Tauriac auf.

## Liste der Bauwerke
| Bezeichnung       | Beschreibung              | Standort | Kennzeichnung | Schutzstatus | Datum | Bild |
| ----------------- | ------------------------- | -------- | ------------- | ------------ | ----- | ---- |
| Kirche St-Étienne | Erbaut im 12. Jahrhundert | (Lage)   | PA00083850    | Classé       | 2005  |      |